# Neo Geo Cup '98: The Road to Victory
Neo Geo Cup '98: The Road to the Victory (traducible al español como Copa Neo Geo '98: El camino a la victoria) es un videojuego de fútbol basado en la Copa Mundial de la FIFA de 1998 desarrollado por la compañía japonesa SNK. Cuenta con 64 países. Cada equipo participa en una "ronda final de clasificación regional" donde juega contra un equipo que jugó en las eliminatorias para el Mundial de Fútbol de 1998. Si el jugador vence a la selección oponente, va a un grupo muy parecido a la Copa Mundial de la vida real. De hecho, el equipo se enfrenta a oponentes que realmente estaban en su grupo. Es una nueva versión de Super Sidekicks 3. Sin embargo, las animaciones y los diseños eran exactamente iguales. La única diferencia es que los equipos reflejan la Copa del Mundo.Su eslogan es "We got the kick".

## Selecciones
El juego cuenta con 64 Selecciones divididas en 8 regiones:
| Europa A * Italia * Países Bajos * Suiza * Noruega * Inglaterra * Turquía * Portugal * Croacia             | Europa B * Alemania * España * Bélgica * Rumania * Dinamarca * Irlanda * Escocia * República Checa | Europa C * Francia * Bulgaria * Suecia * Rusia * Grecia * Hungría * Austria * RF Yugoslavia | África * Nigeria * Camerún * Marruecos * Egipto * Sudáfrica * Zambia * Costa de Marfil * Túnez                     |
| Americas * Estados Unidos * México * Canadá * Costa Rica * Puerto Rico * Guatemala * El Salvador * Jamaica | Suramérica * Brasil * Argentina * Colombia * Paraguay * Chile * Ecuador * Uruguay * Perú           | Asia A * Australia * China * Nueva Zelanda * Taiwán * Irán * Irak * Vietnam * Singapur      | Asia B * Arabia Saudita * Corea del Sur * Japón * Emiratos Árabes Unidos * Hong Kong * India * Tailandia * Malasia |

## Torneos
Los torneos con los que cuenta el juego son los siguientes (entre paréntesis, los torneos reales en los que están basados):
- Torneo Mundial (Copa Mundial de la FIFA de 1998)
- Torneo Europa (Eurocopa de 1996)
- Torneo Sudamericano (Copa América de 1997)
- Torneo de las Américas (Copa Oro de 1998)
- Torneo Africano (Copa Africana de Naciones de 1998)
- Torneo de Asia (Copa Asiática de 1996)

## Inconsistencias
Debido a la imposibilidad de obtener una licencia oficial de la FIFA (EA Sports tenía la licencia), los torneos no tienen licencia. Además, debido a la falta de licencia de FIFPro, los nombres de los jugadores son falsos. Por ejemplo: Ronaldo es conocido como Rosa, Raúl es conocido como Roul, Luis Hernández es conocido como Hernardo, Eric Wynalda es conocido como Wyoming y Martin Dahlin es conocido como Dahlgren. Sin embargo, la apariencia de la mayoría de los jugadores en este juego se asemeja a su apariencia en la vida real. Sin embargo, otras apariencias son inexactas. 
Aunque la mayoría de los partidos de calificación del equipo son precisos, hay inconsistencias con algunos de los oponentes rivales en los partidos de clasificación. Por ejemplo, Inglaterra se enfrentaría a Escocia (aunque el jugador también puede ser emparejado contra Italia, un equipo que Inglaterra enfrentó en las eliminatorias de 1998). Brasil también jugaría un clasificatorio contra Uruguay. Brasil se clasificó automáticamente al mundial de 1998 debido a que estaba vigente la regla de que el campeón del mundial clasificaba automáticamente a la siguiente edición.
Además, algunos jugadores tienen números incorrectos. Por ejemplo: Hernán Crespo (Cresko en el juego) tiene el número 11. Pero en realidad usaba el número 19, el número 11 fue usado por Juan Sebastián Verón. 